# Ahmed Makrouh
Ahmed Larbi Makrouh (ar. أحمد مكروح; ur. 17 września 1953 w Al-Dżadidzie – zm. 5 maja 2018) – marokański piłkarz grający na pozycji pomocnika. W swojej karierze grał w reprezentacji Maroka.

## Kariera klubowa
W swojej karierze piłkarskiej Makrouh grał w klubach Étoile Casablanca (1970-1972), Difaâ El Jadida (1972-1983) i Ras Al Khaimah Club (1983-1984).

## Kariera reprezentacyjna
W reprezentacji Maroka Makrouh zadebiutował w 1973 roku. W 1976 roku został powołany do kadry na Puchar Narodów Afryki 1976. Zagrał w nim w sześciu meczach: grupowych z Sudanem (2:2), z Zairem (1:0) i z Nigerią (3:1), w którym strzelił gola oraz w serii finałowej z Egiptem (2:1), z Nigerią (2:1) i z Gwineą (1:1). Z Marokiem wywalczył mistrzostwo Afryki.
W 1978 roku Makrouha powołano do kadry na Puchar Narodów Afryki 1978. W nim rozegrał dwa mecze grupowe: z Kongiem (1:0) i z Ugandą (0:3). W kadrze narodowej grał do 1979 roku.